# 265 (tal)
265 är det naturliga talet som följer 264 och som följs av 266.

## Inom vetenskapen
- 265 Anna, en asteroid.

## Inom matematiken
- 265 är ett udda tal.
- 265 är ett semiprimtal
- 265 är ett Padovantal
- 265 är ett centrerat kvadrattal
- 265 är ett Smithtal